# Syllepte plumifera
Syllepte plumifera là một loài bướm đêm trong họ Crambidae.